# Saccamminopsis
Saccamminopsis, en ocasiones erróneamente denominado Saccaminopsis, es un género de foraminífero bentónico de la subfamilia Paratikhinellinae, de la familia Paratikhinellidae, de la superfamilia Moravamminoidea, del suborden Fusulinina y del orden Fusulinida. Su especie tipo es Saccammina carteri. Su rango cronoestratigráfico abarca desde el Fameniense (Devónico superior) hasta el Carbonífero.

## Clasificación
Saccamminopsis incluye a las siguientes especies:
- Saccamminopsis carteri †
- Saccamminopsis fusulinaformis †
- Saccamminopsis okimurai †

Otras especies consideradas en Saccamminopsis son:
- Saccamminopsis camelopardalis †, de posición genérica incierta
- Saccamminopsis syltensis †, de posición genérica incierta
- Saccamminopsis teschenhagensis †, de posición genérica incierta